# Källeryds kapell
Källeryds kapell är en kyrkobyggnad i det tidigare stationssamhället Källeryd i Herrljunga kommun. Den tillhör sedan 2021 Herrljungabygdens församling (tidigare Källunga församling) i Skara stift.

## Kyrkobyggnaden
Behovet av ett kapell uppkom i Källunga församling, då ortborna i Källeryd hade mer än en mil till kyrkan. Man bildade därför 1940 en stiftelse, som byggde kapellet 1943 efter ritningar av arkitekt Ture Olsson. Byggnaden är av trä och klädd med vitmålad stående lockläktpanel. Sadeltaket är täckt med rött tvåkupigt tegel. På långsidorna sitter spröjsade fyrluftsfönster och på gavlarna spröjsade tvåluftsfönster. 
Väster om kapellet står en klockstapel med spåntäckt tak, byggd 1959.

## Inventarier
- Altartavlan är utförd 1969 av Syster Marianne och avbildar Den uppståndne Kristus.
- Altartavlan ersatte då en madonnarya, som därefter har varit placerad vid predikstolen.
- Ett harmonium.[1]